# Парр, Екатерина
Екатерина Парр (Кэтрин Пэрр; англ. Catherine Parr; август 1512, Кендал, Камбрия, Королевство Англия — 5 сентября 1548, Садли, Глостершир, Королевство Англия) — английская аристократка, известная в первую очередь как шестая и последняя жена короля Англии Генриха VIII в 1543—1547 годах. До этого была замужем за сэром Эдуардом Бургом и Джоном Невиллом, 3-м бароном Латимером, после — за Томасом Сеймуром, 1-м бароном Сеймуром из Садли. Из всех королев Англии Екатерина Парр состояла в наибольшем числе браков.

## Детство и первые два брака
Екатерина Парр родилась около 1512 года и была первым ребёнком в семье сэра Томаса Парра и леди Мод Грин. Место рождения неизвестно — это могло случиться и в отцовском замке Кендал в графстве Уэстморленд, и в Лондоне, где семейство Парр владело домом в районе Блэкфрайерс. Детство Екатерины прошло в замке Кендал, которым её род владел с XIV века. Рано лишившись отца (он умер в 1517 году), Екатерина почувствовала себя взрослой и ответственной за свои поступки. Она много и охотно училась, хотя изучение иностранных языков и философии не входило в «программу» воспитания знатной леди XVI столетия.
Не позже 1529 года Екатерину выдали за Эдуарда Бурга. Долгое время из одной исторической работы в другую переходило утверждение о том, что это был Эдуард Бург, 2-й барон Бург из Гейнсборо, старик 60 с лишним лет, ещё в 1510 году признанный сумасшедшим. Однако в XX веке группа учёных, изучив ряд документов (в первую очередь завещание Мод Грин), пришла к окончательному выводу о том, что мужа Екатерины следует идентифицировать как внука барона, сэра Эдуарда Бурга. Супруги жили сначала в поместье Гейнсборо (Линкольншир), принадлежавшем отцу Эдуарда Томасу, 1-му барону Бургу, а в 1530 году переехали в Киртон-ин-Линдси. В 1533 году Эдуард умер. Екатерина получила от свёкра доходы с трёх поместий.
В том же году молодая вдова получила новое предложение вступить в брак. Оно исходило от Джона Невилла, лорда Латимера — тоже вдовца. Приняв это предложение, леди Екатерина переселилась к мужу в Снейп-Касл. Здесь она снова оказалась в роли мачехи — у Латимера от первого брака осталась дочь Маргарет.
Во второй половине 1530-х годов Латимеры часто бывали при дворе короля, и Генрих VIII относился к этой паре весьма дружелюбно. После казни своей пятой жены Екатерины Говард он всё чаще обращал внимание на умную и приветливую леди Латимер. Ей был уже тридцать один год, что по меркам XVI века не считалось возрастом юности, но король и сам был далеко не молод.
Лорд Латимер в то время был уже тяжело болен и никаких надежд на выздоровление не оставалось. Когда в 1543 году он умер, король принялся настойчиво ухаживать за леди Латимер.

## Королева Англии
Первой реакцией леди Латимер на предложение короля стать его «утешением в старости» был испуг. Генрих не оставил своего намерения жениться на Екатерине, и она дала своё согласие.
12 июля 1543 года в королевской часовне Хэмптон-Корта состоялось венчание. Свадьба была сыграна в Виндзоре, где королевский двор оставался до августа.
С первых же дней своей совместной жизни с Генрихом Екатерина старалась создать ему условия нормальной семейной жизни. Особым её расположением пользовалась принцесса Елизавета, дочь казнённой Анны Болейн.
Между мачехой и падчерицей завязалась крепкая дружба — они вели активную переписку и часто устраивали философские беседы. С другой дочерью Генриха — принцессой Мэри у королевы были не столь приязненные отношения. Причиной тому была религиозная нетерпимость католички Мэри к протестантке Екатерине Парр. Принц Эдуард не сразу проникся любовью к мачехе, однако она сумела привлечь и его на свою сторону. Кроме того, королева внимательно следила за обучением наследника престола.
В 1545—1546 годах здоровье короля ухудшилось настолько, что он уже не мог в полной мере заниматься решением государственных проблем. Однако мнительность и подозрительность короля стали приобретать угрожающий характер. Екатерина несколько раз была на краю гибели: у королевы были влиятельные враги, и король мог поверить им, а не жене. На тот момент казни королев в Англии уже мало кого удивляли. Король несколько раз принимал решение об аресте Екатерины, но каждый раз отказывался от этого шага. Причиной королевской немилости был в основном радикальный протестантизм Екатерины, увлечённой идеями Лютера. 28 января 1547 года Генрих VIII скончался. А уже в мае того же года вдовствующая королева вышла замуж за Томаса Сеймура, родного брата Джейн Сеймур.

## Леди Сеймур
Томас Сеймур был человеком дальновидным и, сделав предложение леди Екатерине, он рассчитывал стать супругом регентши. Однако его надежды не оправдались. Кроме того, дочери Генриха — принцессы Елизавета и Мария — отнеслись к браку весьма неприязненно. Эдуард, напротив, выразил своё восхищение тем, что его любимый дядя и не менее любимая мачеха создали семью.
Семейная жизнь лорда Сеймура и бывшей королевы не была счастливой. Екатерина ревновала своего привлекательного супруга ко всем юным красавицам. Существует версия, что и юная принцесса Елизавета испытывала любовь к Томасу Сеймуру, а последний отвечал ей взаимностью. Однако это предположение не имеет серьёзных подтверждений.
Правда, когда Екатерина забеременела, Томас Сеймур вновь превратился в преданного супруга. В конце августа 1548 года у них родилась дочь Мэри. Сама же Екатерина Парр скончалась 5 сентября 1548 года от родильной горячки, разделив судьбу многих женщин своей эпохи.
Екатерина Парр погребена в замке Садли в Глостершире.
Несмотря на то, что Парр была замужем четырежды, Мэри Сеймур была её единственным ребёнком. О её дальнейшей судьбе практически ничего не известно; когда отец её был казнён, а его имение конфисковано, она осталась сиротой на воспитании у близкой подруги королевы, герцогини Саффолк. Последний раз она упоминается в 1550 году в двухлетнем возрасте; возможно, она умерла в детстве или прожила жизнь в безвестности (о чём существует ряд догадок, основывающихся на неоднозначных аргументах).

## Екатерина Парр в искусстве
- Екатерине Парр посвящена книга Луизы Мюльбах «Генрих VIII и его фаворитки»
- Екатерина Парр является главной героиней романа Джин Плейди «Шестая жена Генриха VIII» (англ. The Sixth Wife), 1953 год.
- В телесериале канала Showtime «Тюдоры» (2007—2010) Екатерину Парр сыграла Джоэли Ричардсон.
- Екатерине Парр посвящён роман Элизабет Фримантл «Гамбит королевы» (первый роман цикла «Трилогия Тюдоров»), 2012 год.
- Екатерина Парр — главная героиня романа Филиппы Грегори «Укрощение королевы», 2015 год.
- В сериале Starz «Становление Елизаветы» (2022) Екатерину Парр сыграла Джессика Рэйн.
- В фильме «Подстрекательница» (2023) Екатерину Парр сыграла Алисия Викандер.